# Sébeville
Sébeville é uma comuna francesa na região administrativa da Normandia, no departamento Mancha. Estende-se por uma área de 2,92 km². Em 2010 a comuna tinha 35 habitantes (densidade: 12 hab./km²).